# Sommerance
Sommerance är en kommun i departementet Ardennes i regionen Grand Est (tidigare regionen Champagne-Ardenne) i nordöstra Frankrike. Kommunen ligger  i kantonen Grandpré som ligger i arrondissementet Vouziers. År 2022 hade Sommerance 48 invånare.

## Befolkningsutveckling
Antalet invånare i kommunen Sommerance
Referens: INSEE